# ماري هنري ماكنزي
ماري هنري ماكنزي (بالهولندية: Marie Henri Mackenzie)‏ هو رسام هولندي، ولد في 3 أغسطس 1878 في روتردام في هولندا، وتوفي في 30 ديسمبر 1961 في هيلفرسوم في هولندا.